# Xã Upper Frederick, Quận Montgomery, Pennsylvania
Xã Upper Frederick (tiếng Anh: Upper Frederick Township) là một xã thuộc quận Montgomery, tiểu bang Pennsylvania, Hoa Kỳ. Năm 2010, dân số của xã này là 3.523 người.